# Lobelia boykinii
Lobelia boykinii là loài thực vật có hoa trong họ Hoa chuông. Loài này được Torr. & Gray ex A.DC. mô tả khoa học đầu tiên năm 1839.